# Skrytek (rodzaj ssaków)
Skrytek (Cryptonanus) – rodzaj ssaków z podrodziny dydelfów (Didelphinae) w obrębie rodziny dydelfowatych (Didelphidae).

## Zasięg występowania
Rodzaj obejmuje gatunki występujące w Ameryce Południowej.

## Morfologia
Długość ciała (bez ogona) 7–12,1 cm, długość ogona 9–13,6 cm; masa ciała 10–40 g.

## Systematyka
Rodzaj zdefiniował w 2005 roku zespół amerykańskich teriologów (Robert S. Voss, Darrin P. Lunde i Sharon A. Jansa) w artykule poświęconym rodzajowi Gracilinanus, z opisem wcześniej nierozpoznanego kladu małych torbaczy dydelfokształtnych, opublikowanym na łamach American Museum novitates. Jako gatunek typowy zespół wyznaczył (oryginalne oznaczenie) skrytka wysmukłego (C. chacoensis). 

### Etymologia
Cryptonanus: gr. κρυπτος kruptos ‘ukryty’; νανος nanos ‘karzeł’.

### Podział systematyczny
Do rodzaju należą następujące gatunki:
| Grafika | Gatunek                  | Autor i rok opisu | Nazwa zwyczajowa   | Podgatunki | Rozmieszczenie geograficzne | Podstawowe wymiary (DC – długość ciała; DO – długość ogona; MC – masa ciała) | Status IUCN |
| ------- | ------------------------ | ----------------- | ------------------ | ---------- | --- | ---------------------------------------------------------------------------- | ----------- |
|         | Cryptonanus agricolai    | (Moojen, 1943)    | skrytek samotny    | monotypowy | północno-wschodnia do południowo-zachodniej Brazylia (Ceará, Pernambuco do Minas Gerais i Mato Grosso do Sul)                                                                               | DC: 7,4–9,5 cm; DO: 9–11,4 cm; MC: około 18 g                                | DD          |
|         | Cryptonanus chacoensis   | (Tate, 1931)      | skrytek wysmukły   | monotypowy | południowa i południowo-wschodnia Brazylia (Mato Grosso do Sul, Minas Gerais i Rio Grande do Sul), południowa Boliwia (Tarija), Paragwaj, północna i północno-wschodnia Argentyna i Urugwaj | DC: 7–11,4 cm; DO: 9,5–13,6 cm; MC: 10–19 g                                  | LC          |
|         | Cryptonanus guahybae     | (Tate, 1931)      | skrytek delikatny  | monotypowy | Rio Grande do Sul, Brazylia | DC: 7–10,2 cm; DO: 9,6–13,5 cm; MC: 14–25 g                                  | DD          |
|         | Cryptonanus unduaviensis | (Tate, 1931)      | skrytek boliwijski | monotypowy | północna i wschodnia Boliwia (Pando, La Paz, Beni i Santa Cruz i północny Paragwaj (Górny Paragwaj)                                                                                         | DC: 8,6–12,1 cm; DO: 11,2–13,5 cm; MC: 15–40 g                               | DD          |

Kategorie IUCN:  LC  – gatunek najmniejszej troski,  DD  – gatunki o nieokreślonym stopniu zagrożenia. 